# پوشوو
پوشوو (به آلمانی: Puchow) یک منطقهٔ مسکونی در آلمان است که در کوکسه واقع شده است. پوشوو ۱۴۱ نفر جمعیت دارد.